# Antonio Vivarini

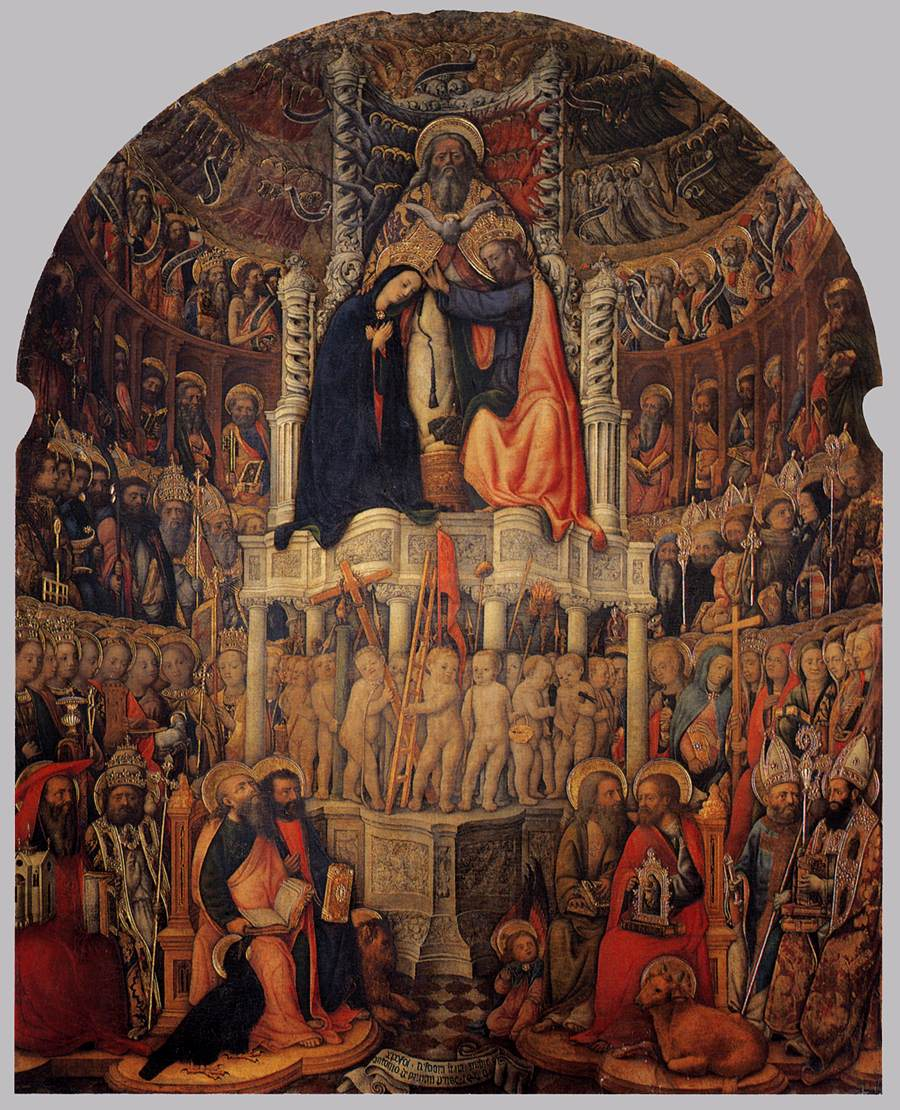
Coronación de la Virgen.

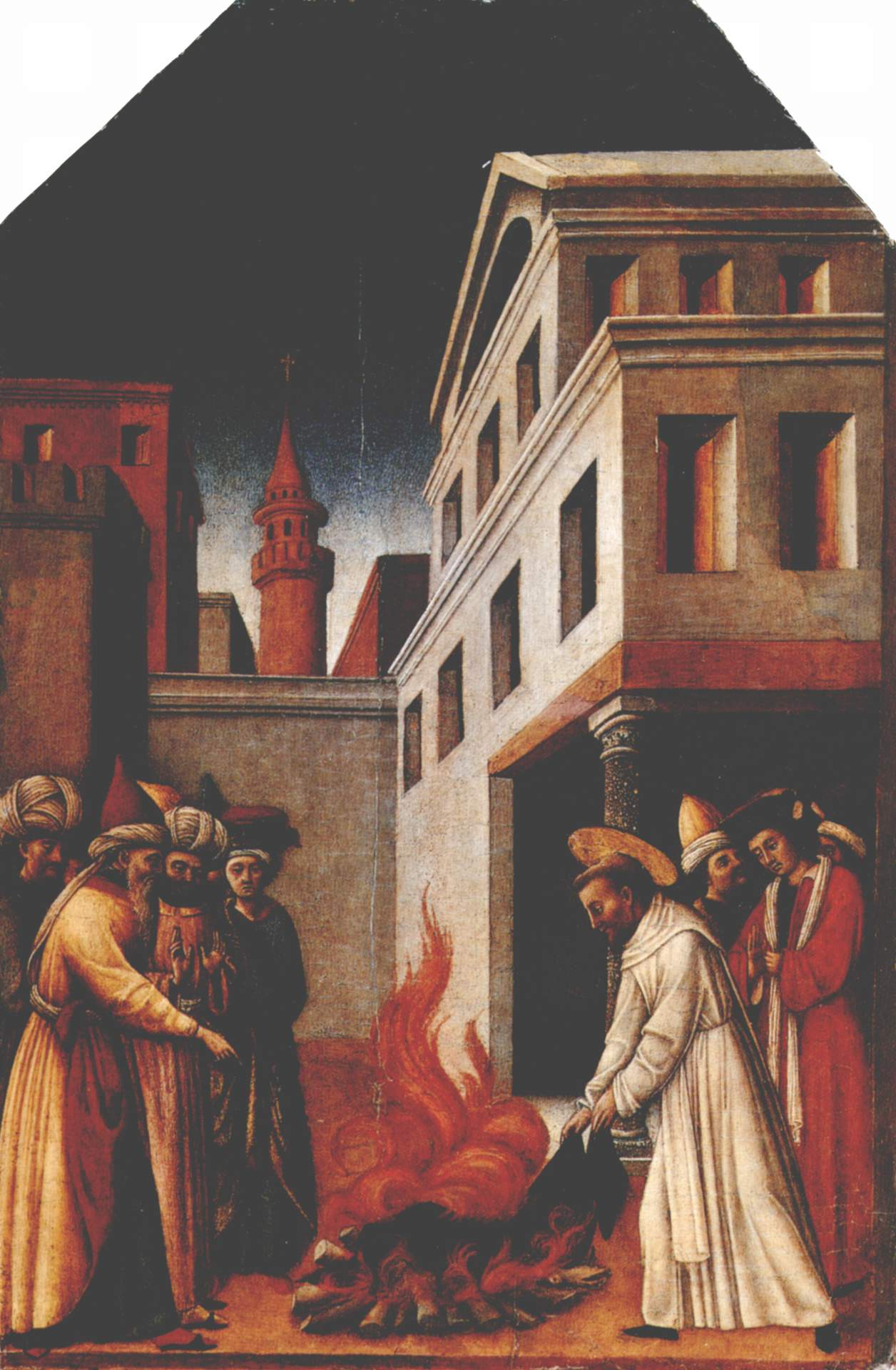
El milagro del fuego de San Pedro mártir delante del sultán.

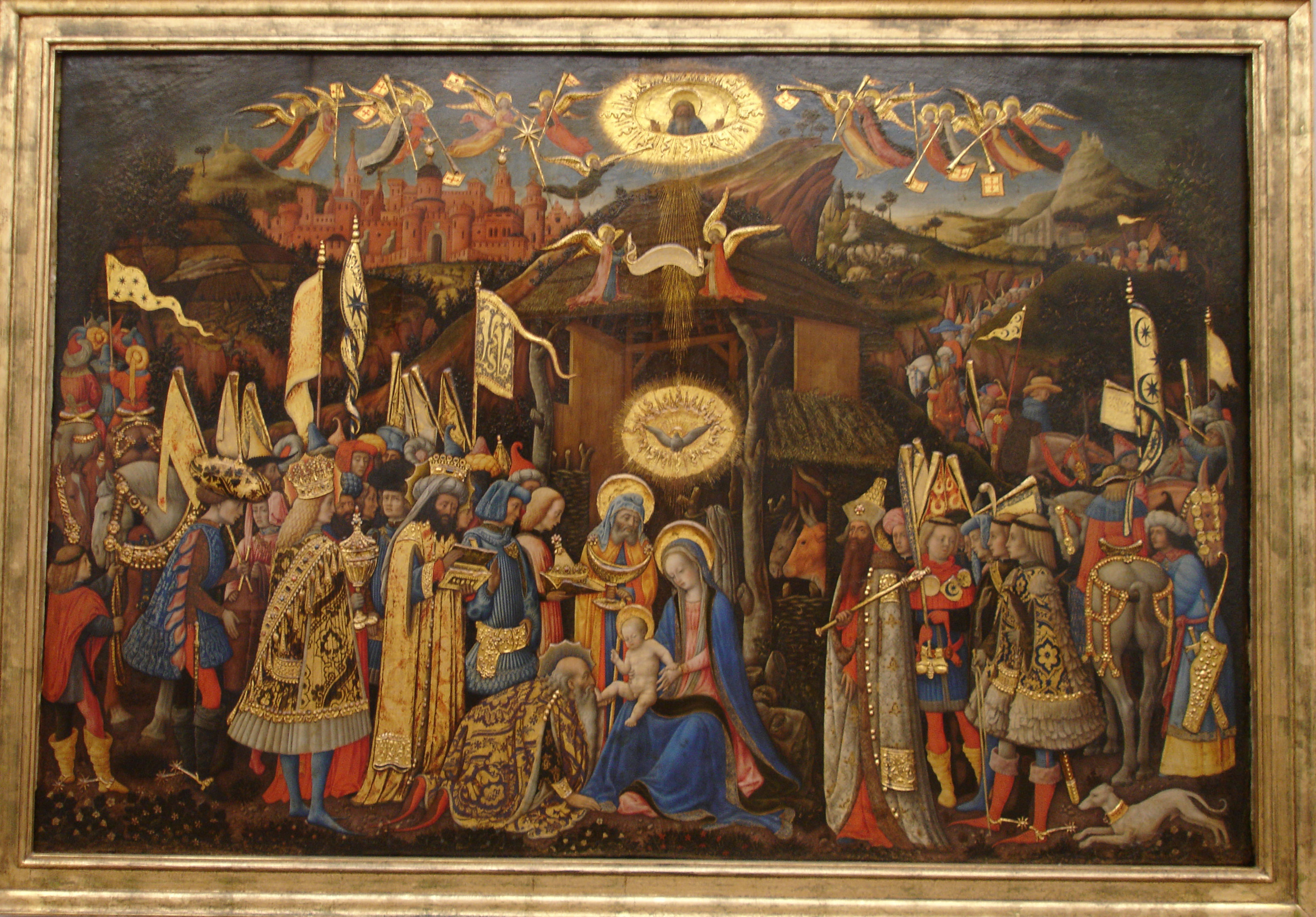
Adoración de los Magos.

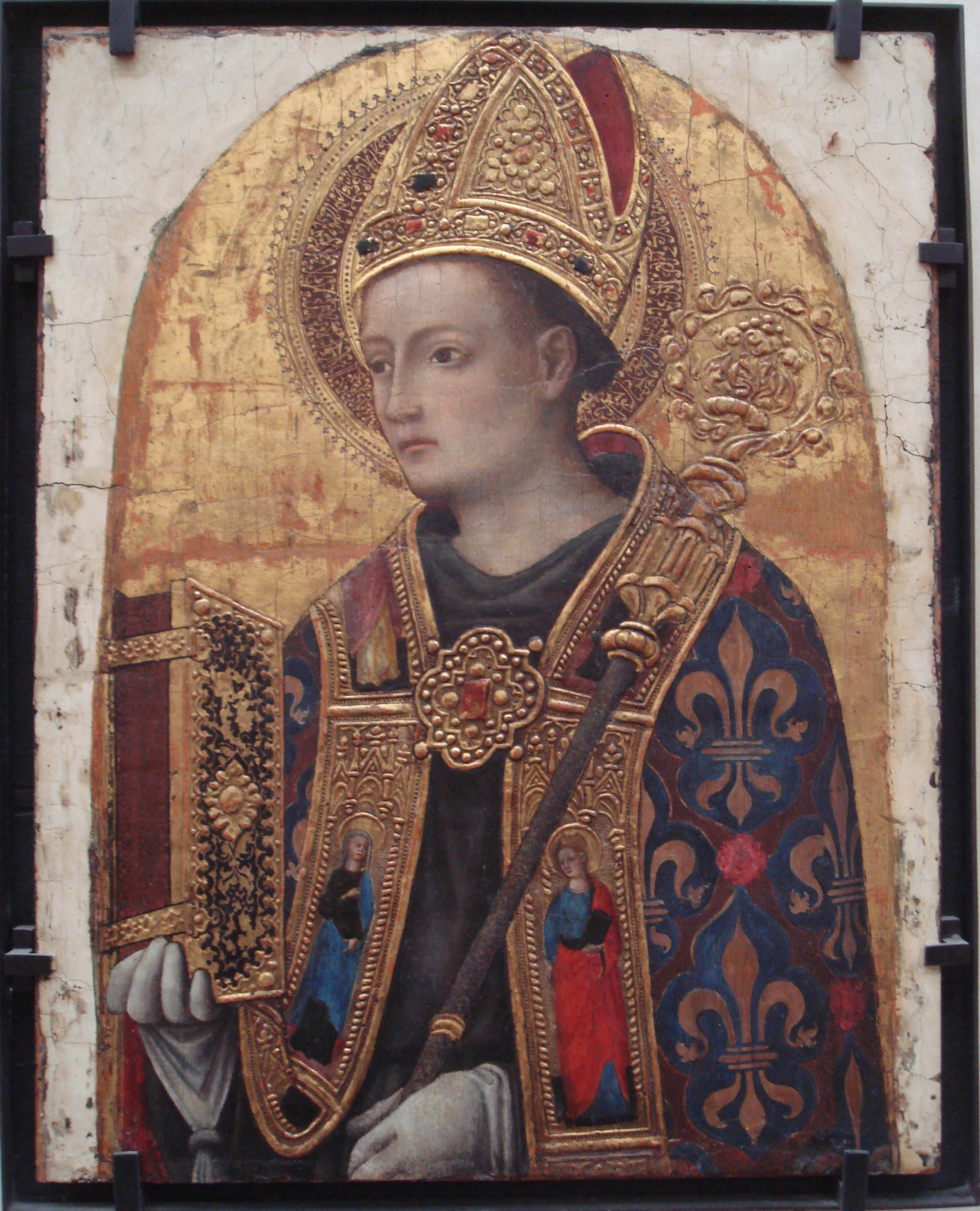
San Luis de Tolosa.

Antonio Vivarini, conocido también como Antonio da Murano, (Murano, c. 1418–Venecia, 1476/1484) fue un pintor del Renacimiento italiano, cabeza de una familia de artistas activa a partir de 1440 a la que también pertenecen su hijo Alvise Vivarini, su hermano, Bartolomeo Vivarini, y su cuñado, Giovanni d'Alemagna.

## Biografía
Hijo de un vidriero de nombre Michele, documentado en Murano desde finales del siglo XV, lo primero que se conoce de su biografía es su firma en la tabla central de un retablo conservado en la Basílica Eufrásica de Parenzo, fechado en 1440.
Ya en 1441 aparece asociado con Giovanni d'Alemagna, «magister Johannes Tethonicus», en la pintura del políptico de San Jerónimo para la iglesia de San Esteban de Venecia (actualmente en el Kunsthistorisches Museum de Viena), iniciándose una colaboración que se alargará por espacio de poco más de una década.
En 1448 Antonio firmó un contrato para decorar junto a su cuñado la mitad de la capilla Ovetari en la iglesia de los Eremitas de Padua. La otra mitad fue encomendada a Andrea Mantegna y Niccolò Pizzolo. Mientras los muraneses realizaron su parte dentro de su tradicional estilo tardogótico, sus colegas más jóvenes se afanaron en conseguir una obra llena de referencias clasicistas y estudios de perspectiva, que anunciaban una nueva manera de pintar. La confrontación de ambas escuelas fue importante para los Vivarini, que introdujeron algunas de las novedades en su estilo, tímidamente Antonio, pero de una manera más evidente su hermano menor Bartolomeo.
A la muerte de Giovanni (1450), vuelve definitivamente a Venecia, donde realiza una serie de obras influidas por su experiencia paduana. Sin embargo, al final de su carrera, parece haber pasado un período de crisis, pues sus figuras se vuelven más duras, tal vez intentando emular la claridad de diseño de Mantegna, pero perdiendo en el camino la elegancia gótica.
Tres de sus obras principales son la Virgen en trono con los cuatro doctores de la Iglesia, Coronación de la Virgen y San Pedro y Jerónimo. Las dos primeras se conservan en la Academia de Venecia, mientras que la segunda se encuentra en la National Gallery de Londres.
Hijo suyo sería el a la postre más célebre pintor de la familia, Alvise Vivarini.

## Obras destacadas
- Políptico (1440,  Parenzo, basílica Eufrasica)
- Virgen con el Niño bendiciendo (1440, Galería de la Academia de Venecia)

En colaboración con Giovanni d'Alemagna:
- Altar de San Jerónimo (1441, Viena, Kunsthistorisches Museum)
- Políptico de Santa Sabina (1443, San Zaccaria, Venecia)
- Coronación de la Virgen (1444, San Pantaleone, Venecia), con Giovanni d'Alemagna.
- Tríptico de San Moisè de Venecia (1443, desmembrado, el panel central conservado en la iglesia de San Tomás Canturiense de Padua, el resto en Londres, National Gallery)
- Adoración de los Reyes Magos (1445-47, Staatliche Museen, Berlín)
- Tríptico de la Virgen entronizada con los cuatro padres de la Iglesia (1446, Galería de la Academia de Venecia)
- Los cuatro evangelistas (1445-1450, bóveda de la capilla Ovetari en la iglesia de San Felipe y Santiago o de los Eremitas de Padua)
- San Luis de Tolosa (1450, Museo del Louvre, París)

En solitario o en colaboración con su hermano Bartolomeo:
- Nacimiento de San Agustín (1440-50, Courtauld Institute of Art, Londres)
- Escenas de la Vida de San Pedro Mártir (1440-50, Staatliche Museen, Berlín)
  - El milagro del fuego de San Pedro Mártir ante el sultán
  - Imposición de los hábitos
- Escenas de la Vida de la Virgen (Staatliche Museen, Berlín)
  - Nacimiento de la Virgen
  - Presentación de la Virgen en el Templo
  - Esponsales de la Virgen
  - Presentación del Niño Jesús en el Templo, con una monja como donante
  - Adoración de los Reyes Magos
  - Coronación de la Virgen
- Santa María Magdalena, rodeada de ángeles (Staatliche Museen, Berlín)
- Virgen entronizada con el Niño (Harvard University Art Museum)
- Tríptico de Surbo (Pinacoteca Provinciale, Bari)
  - Virgen con el Niño
  - San Benito
  - Santa Escolástica

- - Virgen entronizada con el Niño (Filippini, Padua)
  - San Francisco y San Marcos (National Gallery, Londres)
  - San Pedro y San Jerónimo (National Gallery, Londres)
- Matrimonio de Santa Mónica (1441, Galería de la Academia de Venecia)
- Retablo de Santo Stefano de Venecia (1441, Kunsthistorisches Museum, Viena)
  - San Jerónimo
  - San Ambrosio
  - San Juan Bautista
  - San Marcos

- Políptico de la Certosa (1450, Pinacoteca Nacional de Bolonia), en colaboración con Bartolomeo Vivarini.
- San Pedro Mártir curando la pierna de un muchacho (c. 1450, Metropolitan Museum, NY)
- Virgen con el Niño (1450-60, Lindenau-Museum Gemäldesammlung, Altenburg)
- Políptico de San Francesco de Padua (1451, Kunsthistorisches Museum, Viena)
  - San Juan Bautista
  - Santa Clara
- Tríptico (1451-56, iglesia de San Francesco della Vigna, Venecia)
  - San Jerónimo
  - San Bernardino de Siena
  - San Luis de Tolosa
- San Pedro (1458, Musée du Petit Palais, Aviñón)
- Tríptico (1463-64), en colaboración con Bartolomeo Vivarini.
  - Virgen con el Niño (Museo Davia Bargellini, Bolonia)
  - San Juan Bautista y San Luis de Tolosa (Musée du Petit Palais, Aviñón)
  - Santos Pedro y Santiago (Musée du Petit Palais, Aviñón)
- Políptico de San Antonio Abad (1464, Museos Vaticanos, Roma)
- San Bernardino de Siena (1465-70, Philadelphia Museum of Art)

## Otros museos donde se encuentran obras suyas

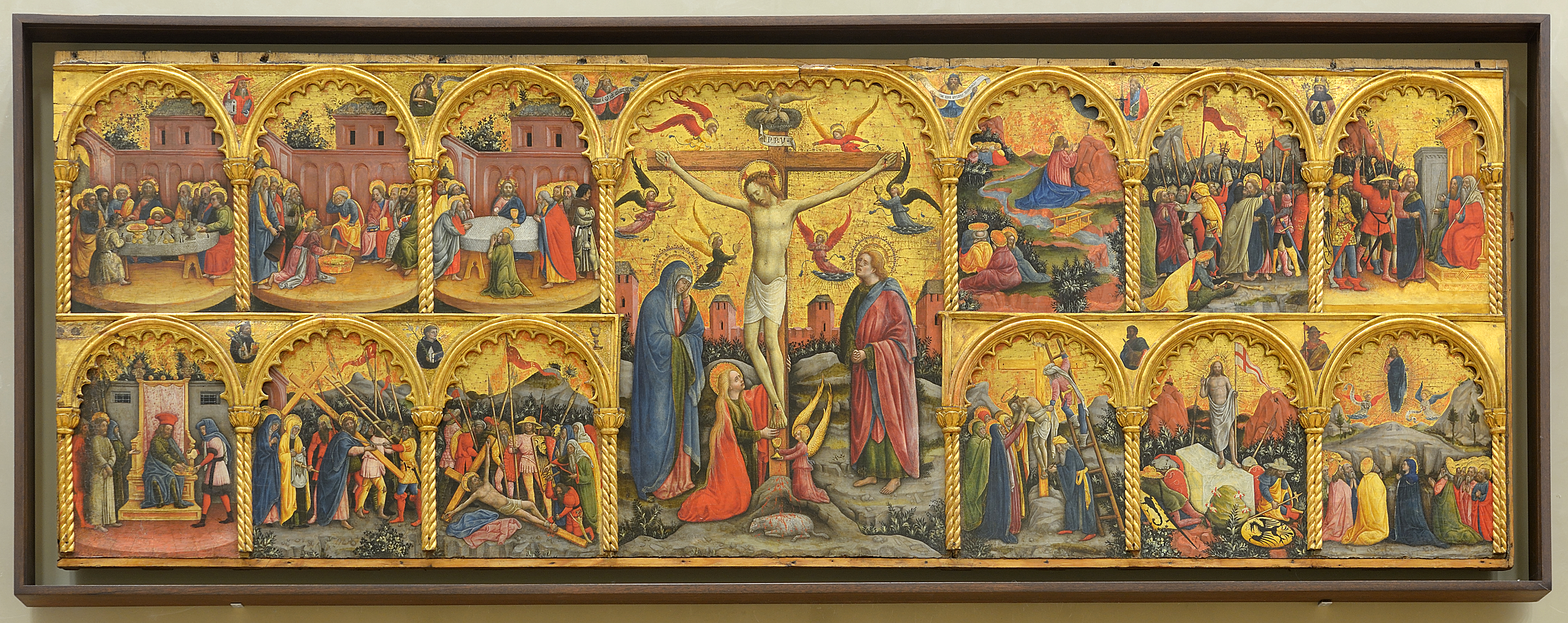
Polittico della Passione en la Ca' d'Oro a Venecia

- Pinacoteca Comunale de Città di Castello.
- National Gallery de Praga.
- Pinacoteca de Brera de Milán.
- Ca' d'Oro Venecia